# Paul Lafargue
Paul Lafargue (Santiago de Cuba, 15 de janeiro de 1842 – Draveil, 26 de novembro de 1911) foi um revolucionário jornalista socialista franco-cubano, escritor e ativista político.
Lafargue foi genro de Karl Marx, casando-se com sua segunda filha Laura. Seu mais conhecido trabalho foi O Direito à Preguiça, publicado no jornal socialista L'Égalité. Nascido em Cuba numa família franco-caribenha, Lafargue passou a maior parte de sua vida na França, e um período na Inglaterra e Espanha. Aos 69 anos de idade ele e Laura morreram juntos em um pacto de suicídio.
Antes de morrer, Lafargue deixou uma carta, explicando o suicídio:
| “ | Estando são de corpo e espírito, deixo a vida antes que a velhice imperdoável me arrebate, um após outro, os prazeres e as alegrias da existência e que me despoje também das forças físicas e intelectuais; antes que paralise a minha energia, que quebre a minha vontade e que me converta numa carga para mim e para os demais. Há anos que prometi a mim mesmo não ultrapassar os setenta; por isso, escolho este momento para me despedir da vida, preparando para a execução da minha decisão uma injeção hipodérmica com ácido cianídrico. Morro com a alegria suprema de ter a certeza que, num futuro próximo, triunfará a causa pela qual lutei, durante 45 anos. Viva o comunismo! Viva o socialismo internacional!.! | ” |

Ele também escreveu O Capital - Extratos, para facilitar o acesso popular à obra O Capital de Karl Marx. Esses extratos também teriam sido elogiados pelo sogro. Muitos outros tentaram resumir O Capital (especialmente o Livro 1) mas Marx comentava que ou ficavam acadêmicos demais com a desvantagem de manter difícil a compreensão pela classe trabalhadora ou eram de uma linguagem acessível para a classe trabalhadora porém ainda mais pobres e mal-interpretadas.

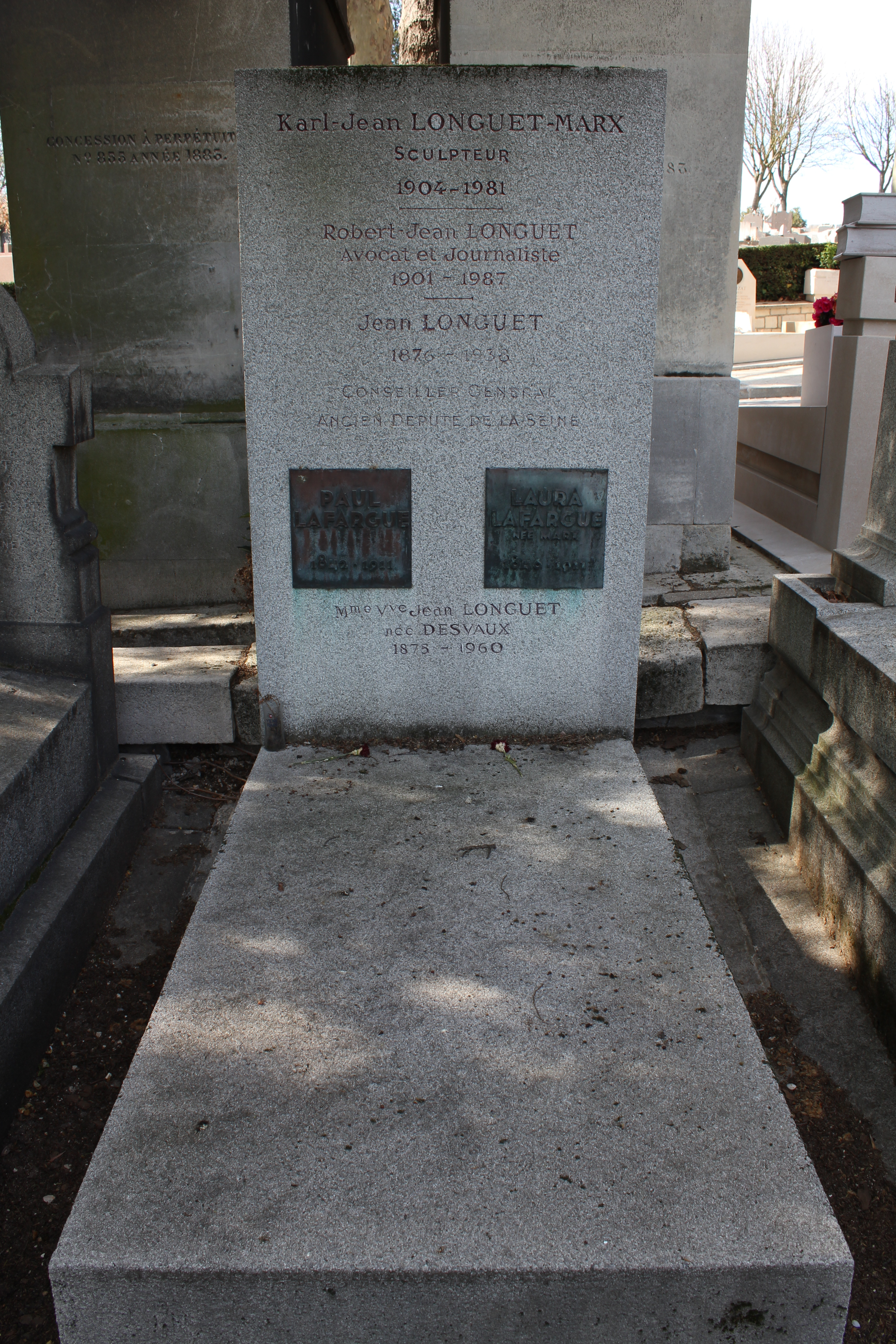
Sepultura de Paul e Laura Lafargue no Cemitério do Père-Lachaise

## Trabalhos
- Le Droit à la paresse, 1880. Crítica ao «Droit au travail» de 1848.
- Le Parti socialiste allemand, 11 de dezembro de 1881.
- La Politique de la bourgeoisie, 18 de dezembro de 1881.
- Que veulent donc les seigneurs de l'industrie du fer ?, 18 de dezembro de 1881.
- Au nom de l'autonomie, 18 de dezembro de 1881.
- Le Sentimentalisme bourgeois, 25 de dezembro de 1881.
- M. Paul Leroy-Beaulieu, 25 de dezembro de 1881.
- L'Autonomie, 25 de dezembro de 1881.
- L'Ultimatum de Rothschild, 8 de janeiro de 1882.
- Les Luttes de classes en Flandre de 1336-1348 et de 1379-1385, 22 e 29 de janeiro de 1882.
- La Journée légale de travail réduite à huit heures, 26 de fevereiro de 1882.
- Un moyen de groupement, 12 de março de 1882.
- La Base philosophique du Parti ouvrier, 1882.
- Essai critique sur la révolution française du XVIII siècle, 1883.
- Le Matérialisme économique de Karl Marx, cours d'économie sociale, 1884.
- La Légende de Victor Hugo, 1885, panfleto escrito poucos dias depois de acusar a classe média de oportunista
- Une visite à Louise Michel, 1885.
- Sapho, 1886.
- Les Chansons et les cérémonies populaires du mariage, 1886.
- Le Matriarcat, étude sur les origines de la famille, 1886.
- La Circoncision, sa signification sociale et religieuse, 1887.
- Le Parti ouvrier français, 1888.
- Pie IX au Paradis, 1890.
- Le Darwinisme sur la scène française, 1890.
- Souvenirs personnels sur Karl Marx, 1890.
- Appel aux électeurs de la 1re circonscription de Lille, 1891.
- Origine de la propriété en Grèce, 1893.
- Un appétit vendu, 1893.
- Campanella, estudo sobre sua vida e a Cidade do Sol, 1895.
- Idéalisme et matérialisme dans la conception de l'histoire, 1895.
- Le Mythe de l'Immaculée Conception, estudo de mitologia comparada, 1896.
- Les Origines du Romantisme, 1896.
- Le Socialisme et la Science sociale, 1896.
- La Fonction économique de la bourse, contribuição à teoria do vaolr, 1897.
- Le Socialisme et la Conquête des pouvoirs publics, 1899.
- Origine de l'idée du Bien, 1899.
- Le Socialisme et les Intellectuels, 1900.
- Souvenirs personnels sur Friedrich Engels, 1904.
- La Question de la femme, 1904.
- Le Mythe de Prométhée, 1904.
- Le Patriotisme de la bourgeoisie, 1906.
- Origine des idées abstraites, 1909.
- La Croyance en Dieu, 1909.
- Le Problème de la connaissance, 15 de dezembro de 1910.